# Agilbert

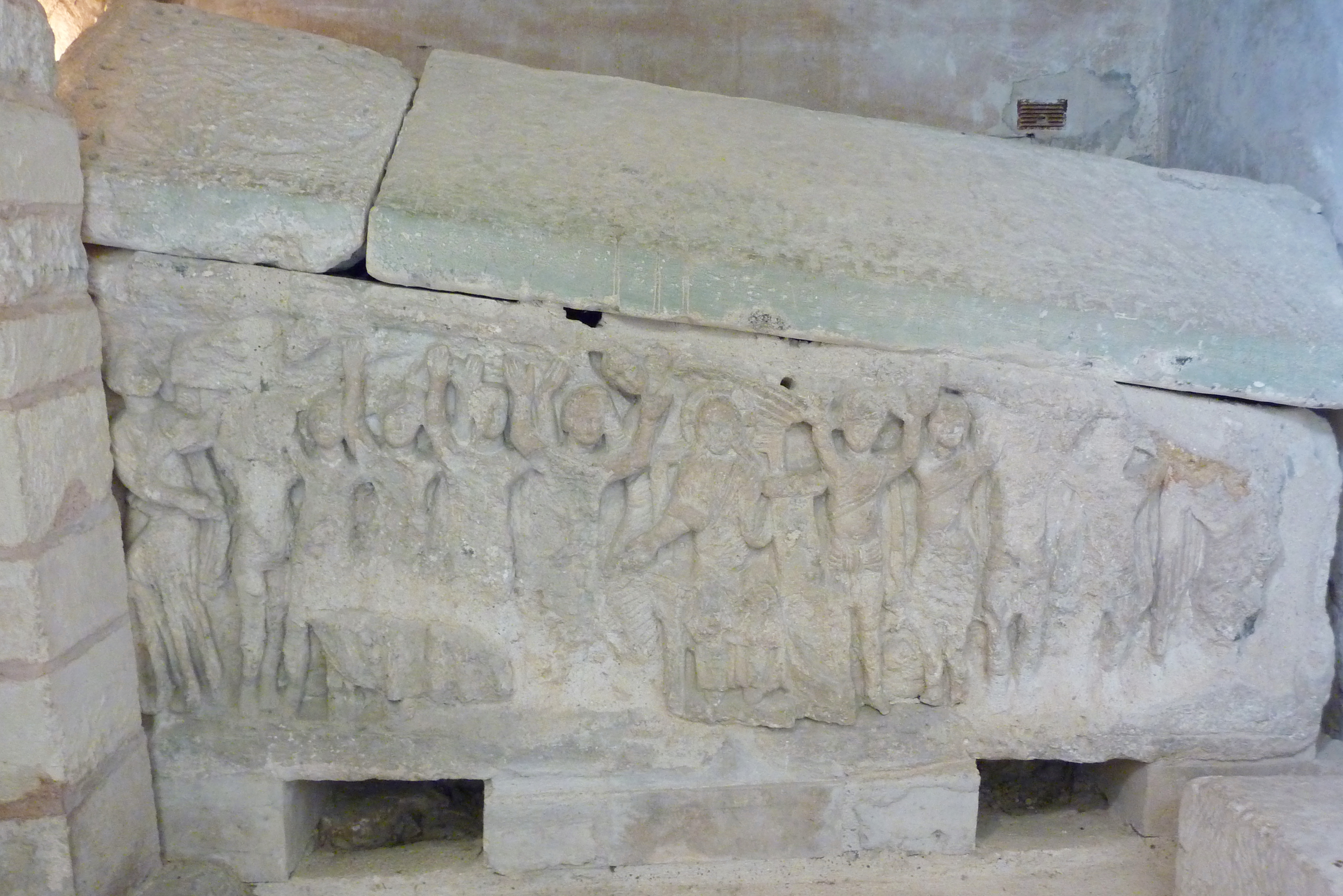
Krypta St. Paul in Jouarre mit dem Sarkophag von Agilbert

Agilbert (auch Æthelberht, * um 610; † um 680) war ein fränkischer Bischof erst in Wessex, dann im Bistum Paris.
Der Adelsspross Agilbert hatte in Francia bereits Kontakt zum Bischof Columban, bevor er erst zum Studium nach Irland, dann in das angelsächsische Britannien ging, nach Einladung von Cenwalh zur Nachfolge von Birinus nach Wessex in das Bistum Dorchester. Doch war nach Beda Venerabilis Cenwalh befremdet von seiner „barbarischen“ Sprache und teilte um 660 das Bistum auf durch die Gründung des Bistums Winchester. Verletzt verließ Agilbert die Insel, nahm aber vermutlich an der Synode von Whitby 664 teil, wo er für die päpstliche Position eintrat. Um 666 wurde er Bischof von Paris. Cenwalh schlug ihm die Rückkehr auf den Stuhl von Winchester vor, doch schickte er lieber seinen Neffen Leuthere.
Da es in England auf Grund der Pest nicht genug Bischöfe für eine gültige Weihe gab, erhielt Wilfrid von Oswiu und Ealhfrith die Erlaubnis, zu seiner Weihe ins Frankenreich zu reisen. Die Zeremonie fand in der merowingischen Königspfalz Compiègne statt und wurde von seinem Freund Agilbert und elf weiteren Bischöfen geleitet.
Agilbert wurde nach seinem Tod um 680 in der Abtei Notre-Dame de Jouarre begraben, wo seine Schwester Theodechilde Äbtissin war. Sein Heiligenfest liegt auf dem 11. Oktober.

## Bibliographie
- Paul Fouracre: Agilbert. In: Michael Lapidge, John Blair, Simon Keynes et Donald Scragg (Ed.): The Wiley Blackwell Encyclopedia of Anglo Saxon England, 2014, ISBN 978-0-470-65632-7

## Einzelbelege
1. ↑  Alan T. Thacker: Wilfrid, St. In: The Blackwell Encyclopaedia of Anglo-Saxon England. 1999, S. 474–476 (regesta-imperii.de [abgerufen am 31. Januar 2022]).

| Personendaten    | Personendaten       |
| ---------------- | ------------------- |
| NAME             | Agilbert            |
| ALTERNATIVNAMEN  | 'Æthelberht         |
| KURZBESCHREIBUNG | fränkischer Bischof |
| GEBURTSDATUM     | um 610              |
| STERBEDATUM      | um 680              |